# Quararibea huallagensis
Quararibea huallagensis là một loài thực vật có hoa trong họ Cẩm quỳ. Loài này được (Cuatrec.) J.F.Macbr. miêu tả khoa học đầu tiên năm 1956.